# 新西班牙体育场
新西班牙体育场（西班牙語：Estadio Nueva España）是位于阿根廷布宜诺斯艾利斯的一个多功能体育场，1981年建成，可容纳18000人。

## 图集

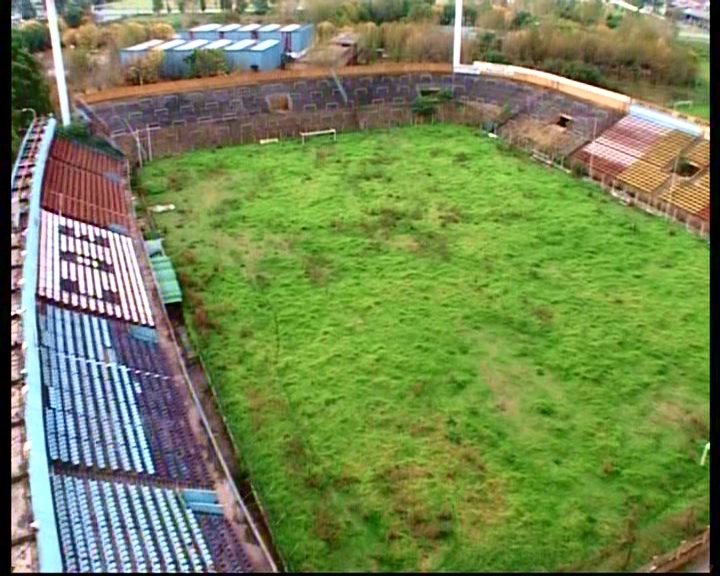
2007年6月
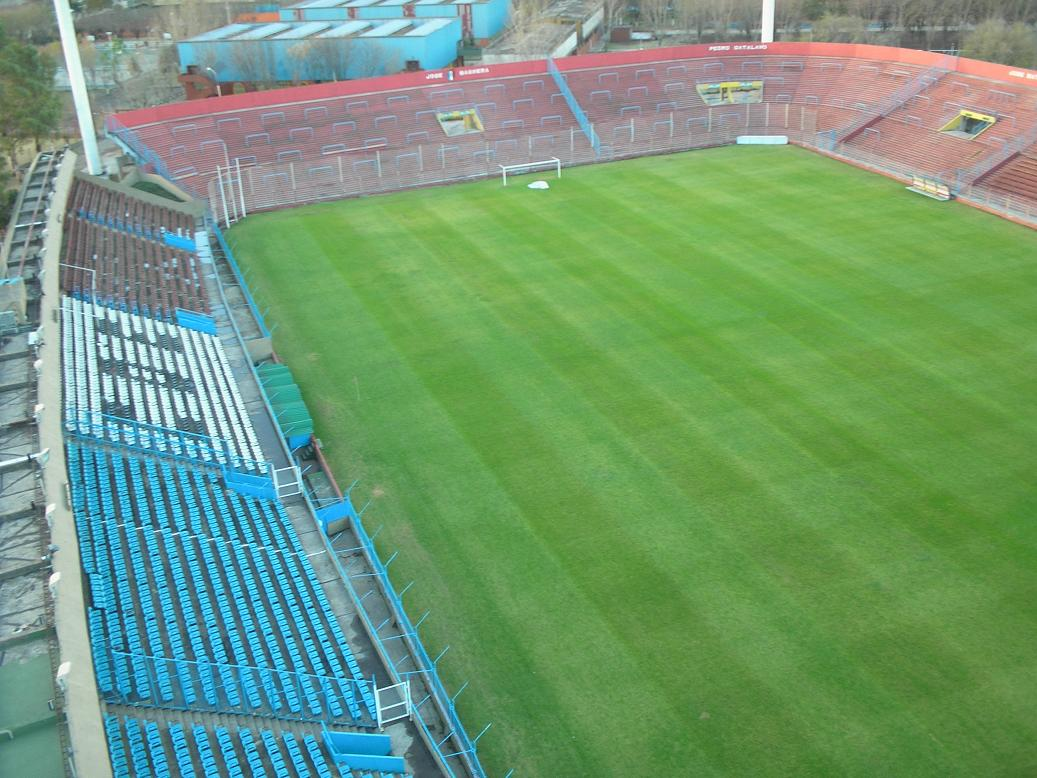
2008年4月
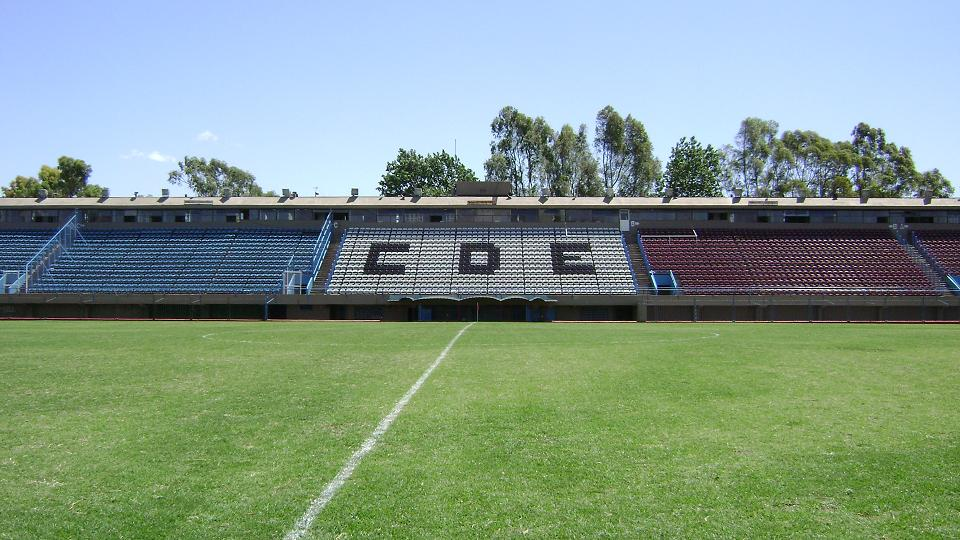
官方座位
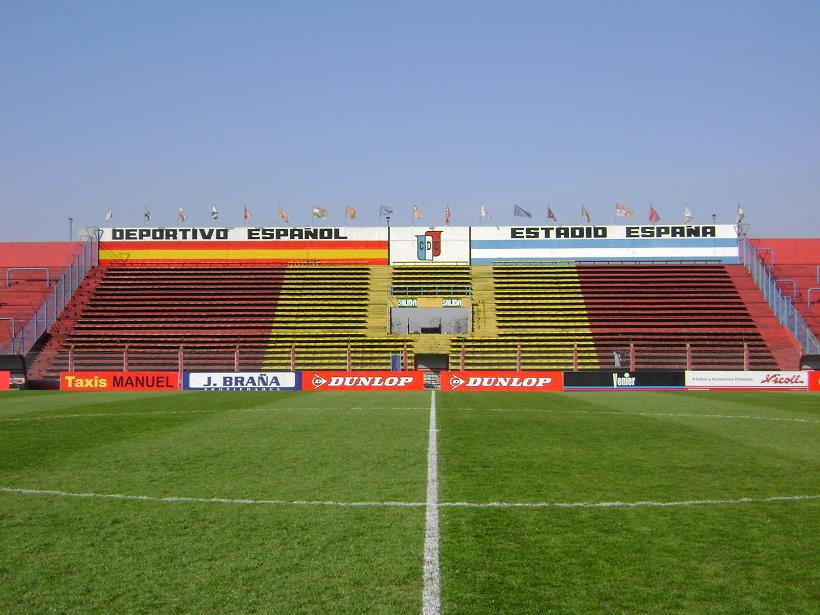
游客座位